# Erigonella
Genre
Synonymes
- Lophocarenum Dahl, 1886 nec Menge, 1866

Erigonella est un genre d'araignées aranéomorphes de la famille des Linyphiidae.

## Distribution
Les espèces de ce genre se rencontrent en écozone paléarctique.

## Liste des espèces
Selon World Spider Catalog (version 25.5, 04/02/2025) :
- Erigonella hiemalis (Blackwall, 1841)
- Erigonella ignobilis (O. Pickard-Cambridge, 1871)
- Erigonella stubbei Heimer, 1987
- Erigonella subelevata (L. Koch, 1869)
- Erigonella subelevata pyrenaea Denis, 1965

## Systématique et taxinomie
Lophocarenum Dahl, 1886, préoccupé par Lophocarenum Menge, 1866, a été remplacé par Erigonella par Dahl en 1901.

## Publications originales
- Dahl, 1901 : « Über die Seltenheit gewisser Spinnenarten. » Sitzungs-Bericht der Gesellschaft naturforschender Freunde zu Berlin, vol. 1901, p. 257-266.
- Dahl, 1886 : « Monographie der Erigone-Arten im Thorell schen. Sinne, nebst andern Beiträgen zur Spinnenfauna Schleswig-Holsteins. » Schriften des Naturwissenschaftlichen Vereins für Schleswig-Holstein, vol. 6, p. 65-102.